# Смерть Вольфганга Амадея Моцарта

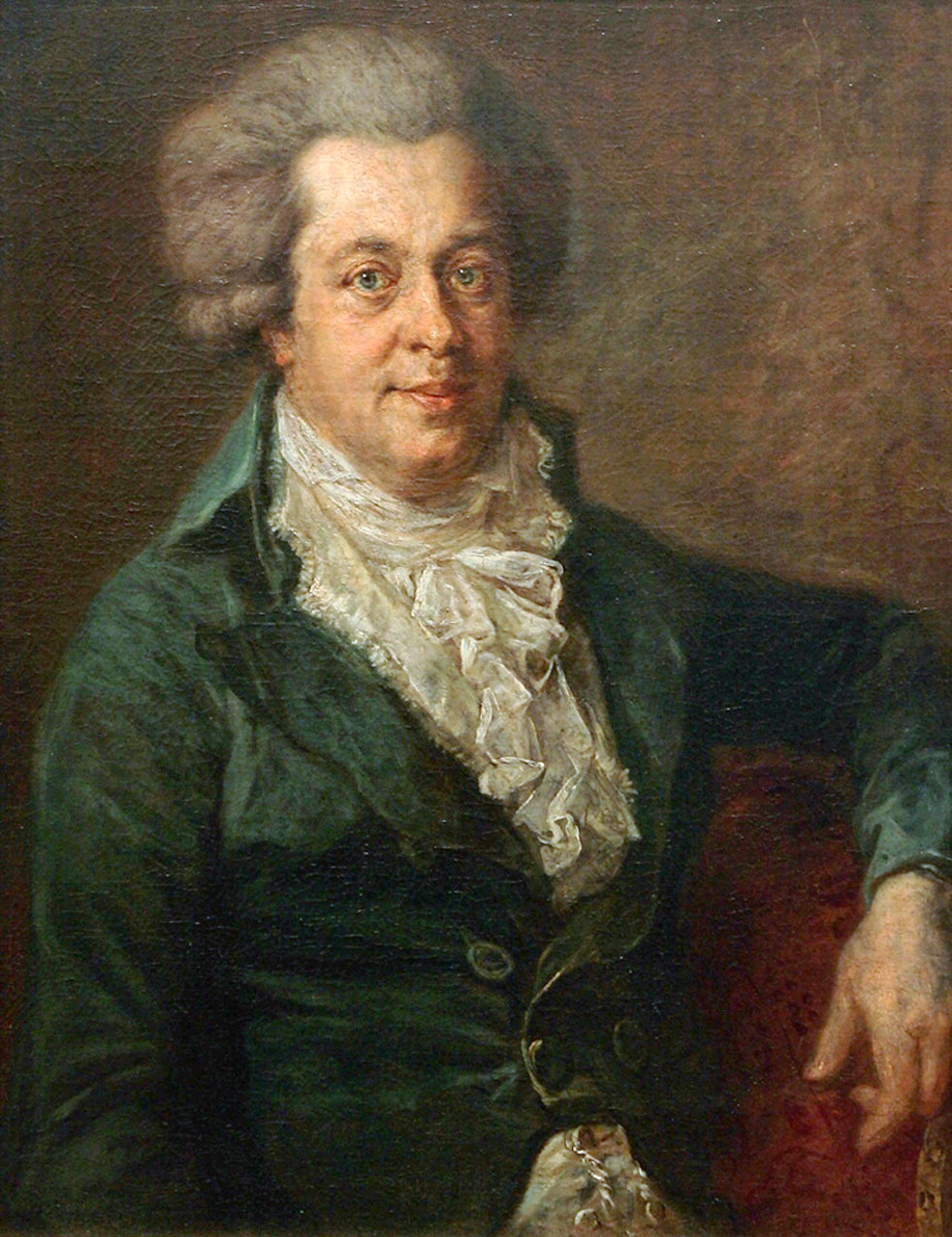
Возможно, самый последний прижизненный портрет Моцарта, написанный в 1790 году в Мюнхене

Композитор Вольфганг Амадей Моцарт умер в Вене 5 декабря 1791 года в возрасте 35 лет после непродолжительной болезни. Обстоятельства, при которых скончался Моцарт, породили множество гипотез о причинах его смерти, которые являются предметом дискуссии до настоящего времени. Среди версий случившегося: умышленное отравление, смерть в результате болезни, перенесённой в детстве, или болезнь, полученная в зрелом возрасте, а также возможность врачебной ошибки.

## Последняя болезнь и смерть
Последняя болезнь Моцарта началась ещё в Праге, куда он приехал, чтобы руководить постановкой своей оперы «Милосердие Тита», об этом свидетельствует Франц Ксавер Нимечек, автор первой биографии композитора. По возвращении Моцарта в Вену его состояние постепенно ухудшалось, однако он продолжал работать: завершил Концерт для кларнета с оркестром для Штадлера, писал «Реквием», дирижировал на премьере «Волшебной флейты» 30 сентября 1791 года.
Нимечек приводит рассказ его жены, Констанции, о том, что незадолго до своей смерти на прогулке в Пратере, куда она отвезла мужа, чтобы он отвлёкся от мрачных мыслей, Моцарт стал говорить, что сочиняет «Реквием» для себя, что он скоро умрёт: «Я чувствую себя слишком плохо и долго не протяну: конечно, мне дали яду! Я не могу отделаться от этой мысли». По книге Нимечека (1798), разговор состоялся не ранее второй половины октября, однако во втором её издании (1808) указано, что уже в Праге композитор предчувствовал смерть. В 1829 году Констанция рассказывала посещавшему Зальцбург английскому композитору Новелло и его жене, будто бы Моцарт за полгода до смерти говорил о своём вероятном отравлении, но, когда она назвала эту идею «абсурдной», муж согласился с ней.
За два дня до того, как окончательно слечь (18 ноября), Моцарт дирижировал исполнением «Маленькой масонской кантаты». 20 ноября у Моцарта воспалились суставы, он не смог двигаться и испытывал сильные боли. Детали смерти Моцарта описаны его ранним биографом и будущим мужем Констанции Георгом Николаусом фон Ниссеном. Ниссен взял сведения из записей, предоставленных ему сестрой Констанции, Софи Хайбль. По её свидетельству, «[болезнь] началась с опухоли в руках и ногах, которые были почти полностью парализованы, позже начались внезапные приступы рвоты […] за два часа до своей смерти он остался в абсолютном сознании». Согласно воспоминаниям очевидцев, тело Моцарта опухло до такой степени, что он больше не мог сидеть в постели и двигаться без посторонней помощи.
Лечением композитора занимался доктор Николаус Клоссет (нем. Nicolaus Closset), домашний врач семьи с 1789 года. Для консультаций Клоссетом был приглашён доктор фон Саллаба (нем. Mathias von Sallaba), врач Всеобщей больницы Вены. При лечении Моцарта применялись все средства, доступные медицине того времени: рвотное, холодные компрессы, кровопускания. Как позднее писал доктор Гюлденер фон Лобос, общавшийся с обоими врачами, Клоссет считал, что Моцарт болен серьёзно, и опасался осложнений на мозг. Согласно декрету 1784 года, в случае смерти больного лечащий врач оставлял в его доме записку, составленную на родном языке, а не на латыни, где доступным неспециалисту образом указывались продолжительность заболевания и его характер. Записка адресовалась тем, кто должен был освидетельствовать тело и коротко определить род болезни. По предположению Карла Бэра, диагноз «острая просовидная лихорадка» (нем. hitziges Freiselfieber), значащийся в протоколе осмотра тела, исходит от Клоссета.
Моцарт скончался глубокой ночью 5 декабря 1791 года. По рассказам очевидцев, его отчаявшаяся жена бросилась на постель рядом с мужем, чтобы заразиться той же болезнью и умереть вслед за ним.

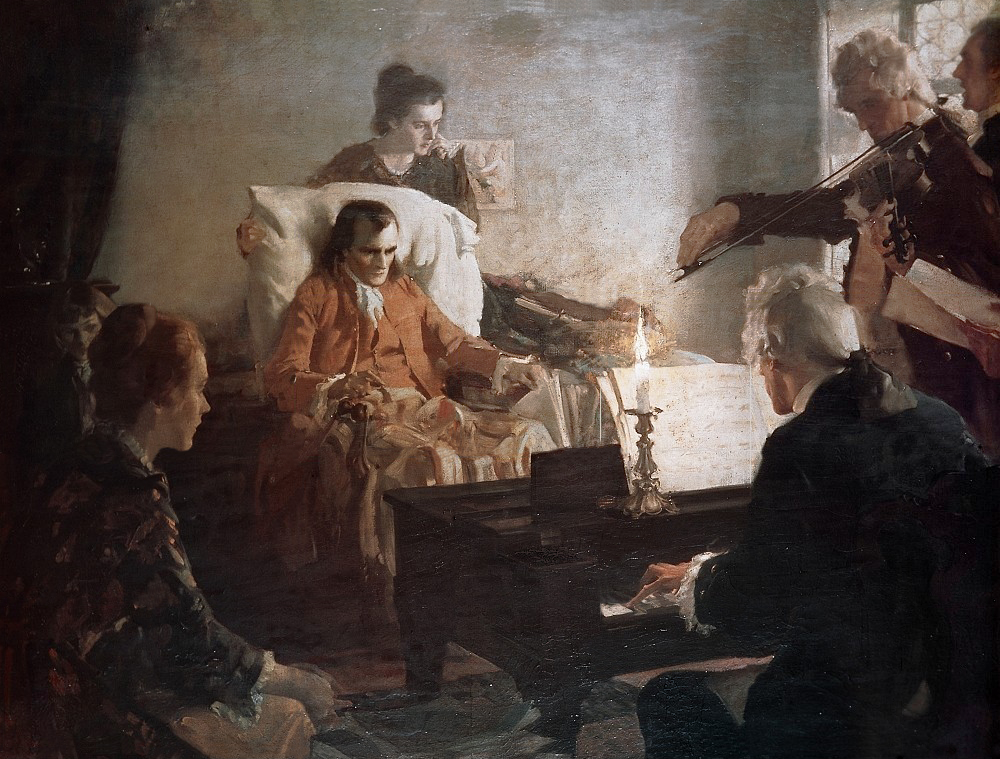
Ч. Чемберс. Смерть Моцарта. 1918
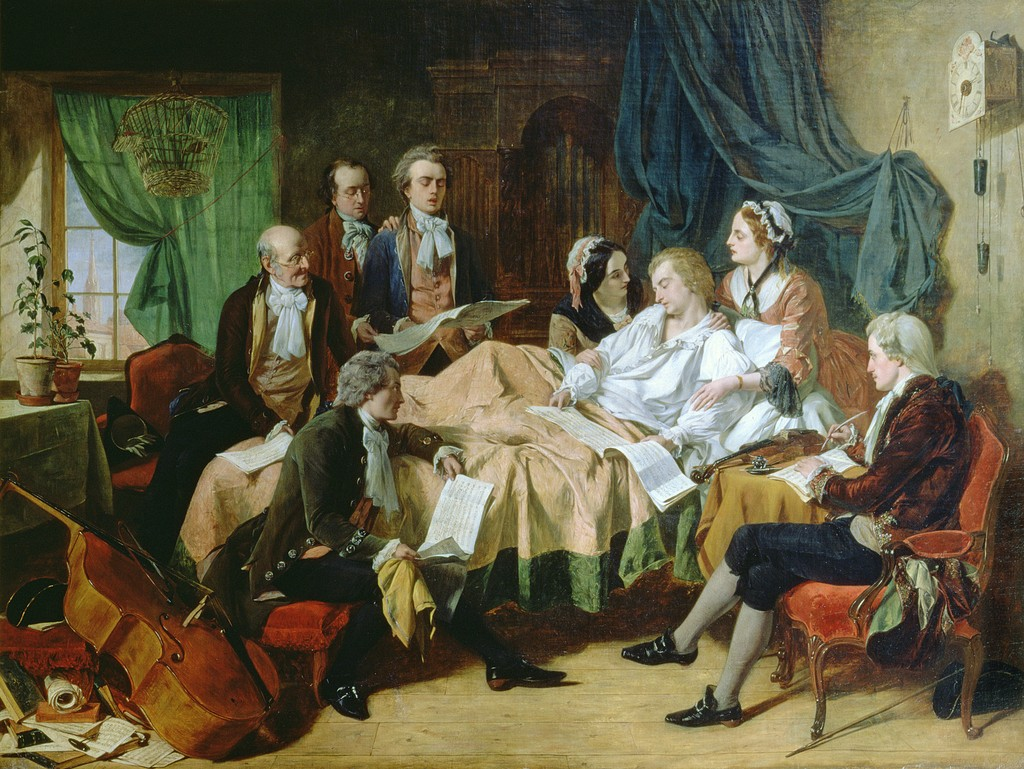
Г. Н. О’Нил. Последние часы жизни Моцарта. 1860-е
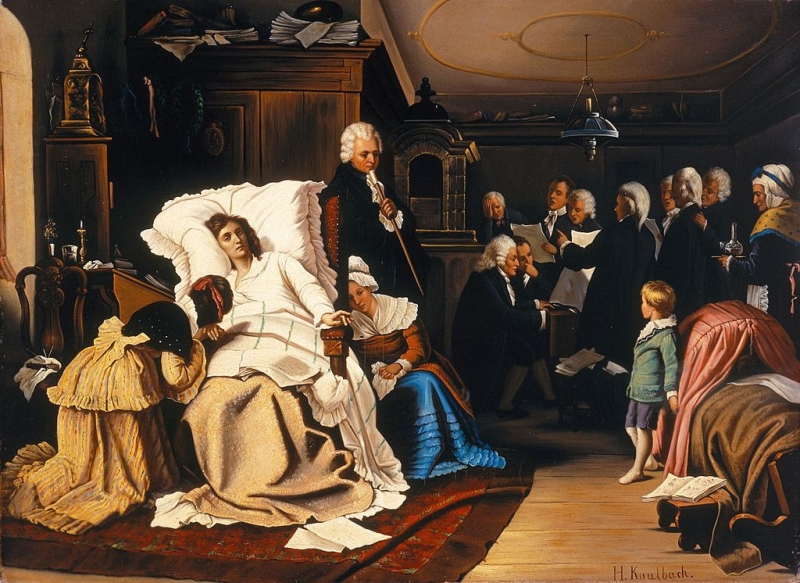
Г. Каульбах. Последние дни Моцарта. 1873
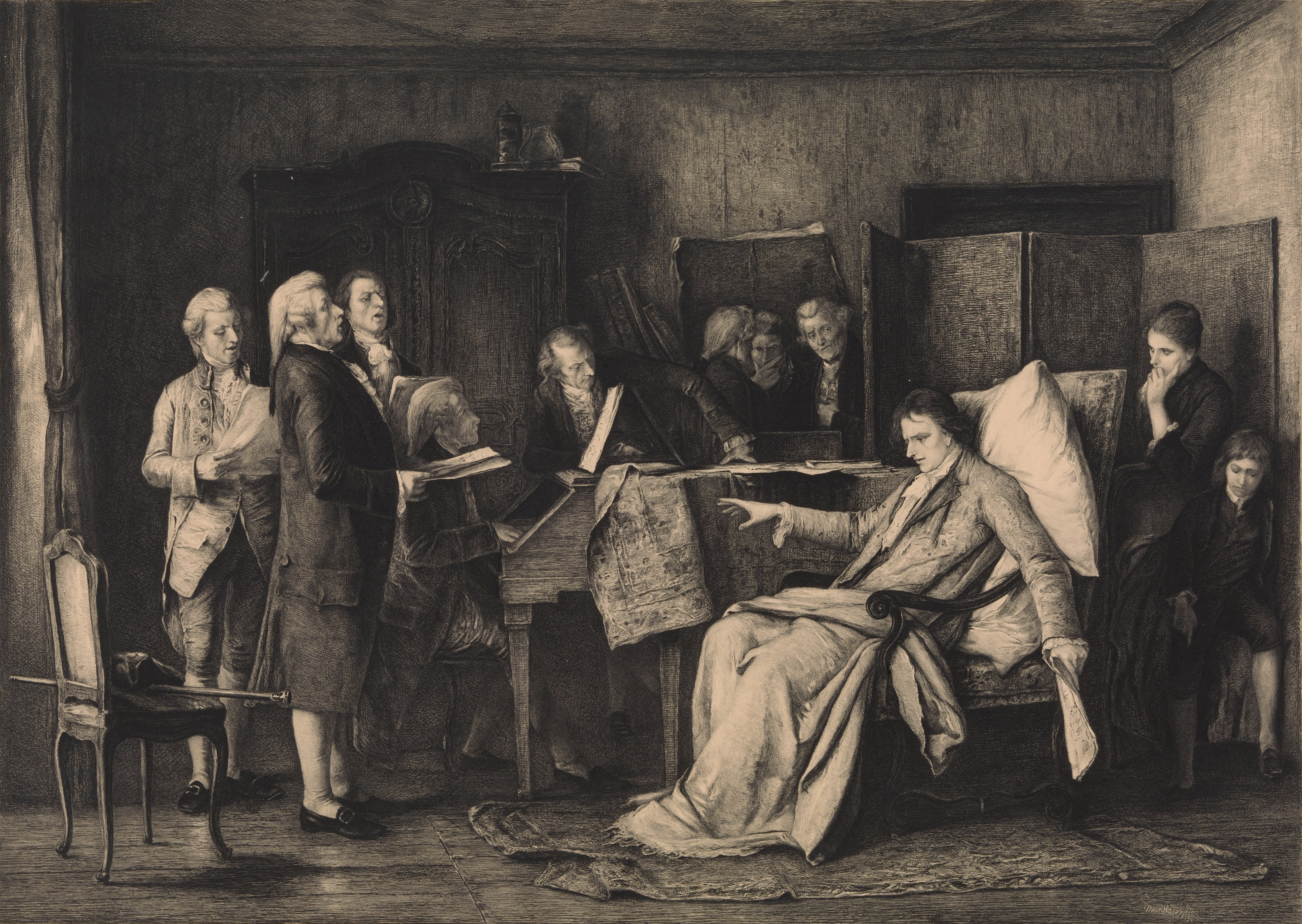
Последние моменты жизни Моцарта. Офорт по картине М. Мункачи. 1888

## Похороны

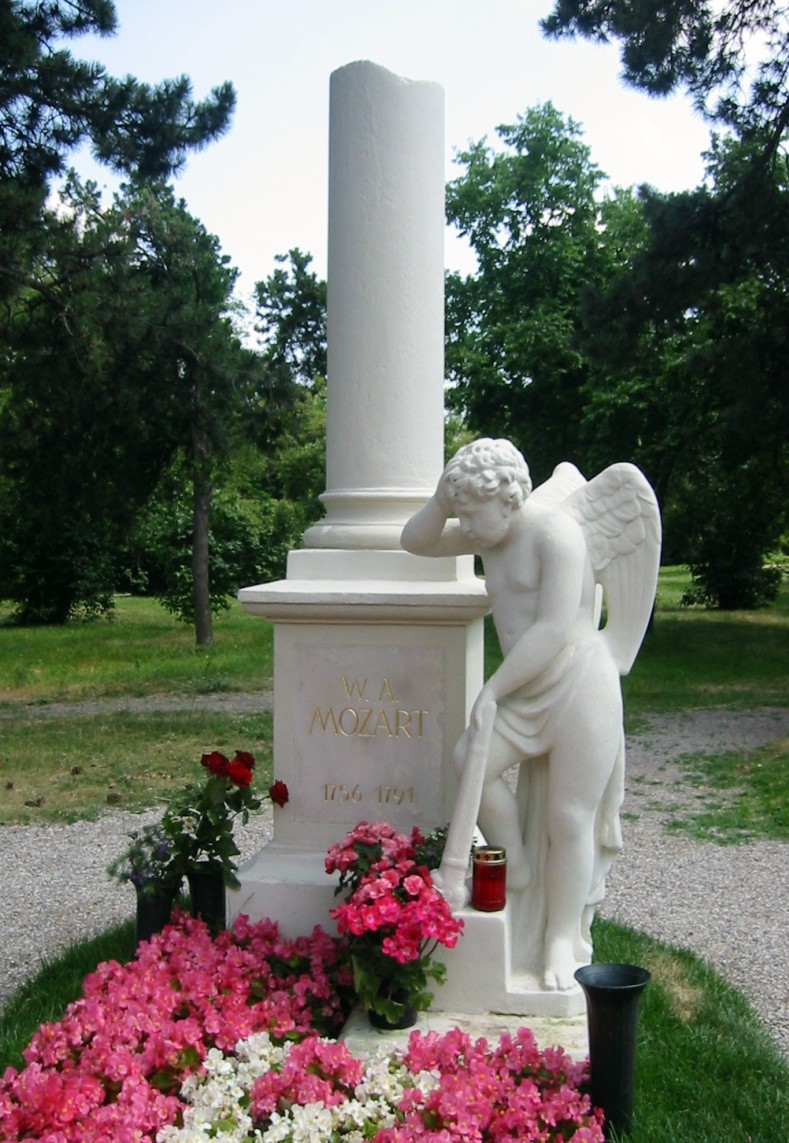
Кладбище Святого Марка. Кенотаф на месте предполагаемого захоронения Моцарта

Погребением Моцарта руководил его друг и покровитель, член масонской ложи барон Готфрид ван Свитен. Считается, что ван Свитен заказал похороны по третьему разряду (одному из самых дешёвых, однако это не были похороны бедняка — неимущих погребали бесплатно — gratis) в соответствии с правилами захоронений, установленными императором Иосифом.
Констанция заболела и на похоронах мужа не присутствовала. 6 декабря тело композитора было доставлено в Собор Святого Стефана, где в Крестовой капелле в три часа пополудни прошла церковная служба. На немноголюдной церемонии присутствовали ван Свитен, Сальери, Зюсмайер, слуга Йозеф Дайнер, капельмейстер Розер, виолончелист Орслер. Гроб до того, как его можно было отправить на кладбище, установили в «капелле мёртвых», так как в соответствии с декретами императора Леопольда II, предписывающими сохранение общественного порядка, при погребении зимой покойников по городу перевозили только после 6 часов вечера. Кроме того, с момента смерти до момента погребения должно было истечь «дважды 24 часа», эта предосторожность предпринималась для предотвращения случайного захоронения заснувших летаргическим сном.
На кладбище Святого Марка Моцарт был погребён в могиле, которая была рассчитана на четверых взрослых и двоих детей. После установки всех гробов они засыпались землёй. Из-за экономии места памятные знаки допускались только за оградой кладбища. Через семь-десять лет могилы перекапывались. В записях регистрационной ведомости по кладбищу не указывалось, где похоронены умершие.
Впоследствии уже невозможно было определить, где был похоронен Моцарт. Всё это дало основание в дальнейшем для обвинения в скупости ван Свитена, якобы не сумевшего (или не пожелавшего) организовать великому композитору достойные похороны. На него также пали подозрения в стремлении скрыть могилу Моцарта, с этой же целью он будто удерживал Констанцию от посещения кладбища. Но вряд ли ван Свитен, умерший в 1803 году, виновен в том, что она побывала там только через семнадцать лет после похорон, по настоянию венского писателя Гризингера, и не смогла найти могилу. Через много лет Констанция, давая объяснение своего отсутствия на похоронах, указывала на то, что зима была «чрезвычайно суровой». Однако это не соответствует действительности: по данным венского Центрального управления метеорологии и геодинамики, погода 6 и 7 декабря 1791 года была мягкой, безветренной, без осадков. Бури, которая, по сообщению автора статьи в венской газете Morgen Post (1855), якобы рассеяла провожающих у ворот Штубентор, не было.
Как отмечает Борис Кушнер, критики ван Свитена не принимают во внимание, что погребение большинства граждан Вены среднего достатка после реформ императора Иосифа в области ритуальных услуг проходило точно так же, как и похороны Моцарта. Прощальные церемонии носили скромный характер, а сами похороны не должны были ложиться тяжким финансовым бременем на родственников покойного. Известно, что семья Моцарта впоследствии не предъявляла каких-либо претензий ван Свитену. Не сохранилось вообще документальных свидетельств того, что похороны третьего разряда были предложены именно ван Свитеном.
Рассказы о том, что могила композитора сразу затерялась, не соответствуют действительности: Альбрехтсбергер и его жена, а впоследствии и их внук, навещали её. О месте захоронения Моцарта были осведомлены также его ученик Фрейштедтлер, венские музыканты Карл Шоль и Иоганн Долежалек.

## Гипотезы

### Смерть по естественным причинам

#### Системное ревматическое заболевание
Профессор-терапевт Ефрем Лихтенштейн, опираясь на известные материалы, проанализировал историю болезни Моцарта. С раннего детства Вольфганг отличался слабым здоровьем. Напряжённый график концертных туров, в которых юного Моцарта и его сестру Наннерль сопровождал отец, отрицательно сказался на состоянии детей, главным образом, мальчика. О болезнях, преследовавших Вольфганга во время его первых путешествий, известно из писем Леопольда Моцарта. Связь между последовательно перенесёнными в это время заболеваниями отмечает и немецкий исследователь Герхард Бёме:

«Если связать вместе катар в Линце, „эритему нодозум“ в Вене, где, кстати, Вольфганга пользовал и стоматолог по причине воспаления надкостницы, а затем и Зальцбург с ревматическими болями в суставах, то образуется целая цепь очаговых инфекций, что было весьма тревожным сигналом, на который, однако, никто не обратил внимания».

Лихтенштейн также отмечает наблюдавшиеся впоследствии у Моцарта повторные ангины, лихорадочные состояния, а позднее — мозговые расстройства. Всё свидетельствует о том, что композитор стал жертвой ревматической инфекции, поразившей сердце, мозг, почки, суставы. Как предполагает Лихтенштейн в своём эссе «История болезни и смерти Моцарта», в годы, наполненные тяжким трудом и нервными потрясениями, у Моцарта могло развиться нарушение кровообращения. Следствием этого явились отёки и асцит, который в ту эпоху врачи неверно считали самостоятельным заболеванием — водянкой. Современной медицине известно, что возможно скрытое протекание процесса сердечной декомпенсации, которая проявляется позднее через отёчность.

#### Версия Раппопорта

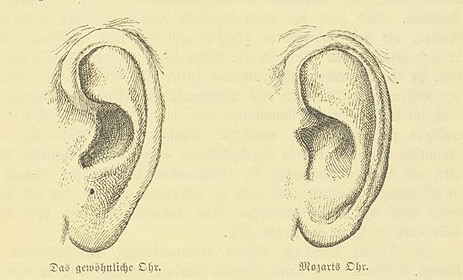
Ухо Моцарта (на рисунке справа) в сравнении с ухом обычного человека (на рисунке слева)

В 1981 году в Вене, на международном конгрессе клинической химии, американский патолог Артур Раппопорт выступил с докладом «Уникальная и до сих пор неразглашенная теория о генетической, анатомической базе смерти Моцарта». В нём, опираясь на многолетние собственные наблюдения, Раппопорт утверждал о взаимосвязи между анатомическими деформациями уха, передаваемыми по наследству, и почечной болезнью. Патолог считает, что Моцарт имел врождённый дефект мочевого или почечного тракта. Эту теорию поддержал дерматолог Алоис Грайтер. Вялотекущая почечная болезнь была усугублена тем, что композитор заразился так называемой ревматически-воспалительной лихорадкой. Чрезмерное кровопускание (по оценке Карла Бера, Моцарт из-за кровопусканий потерял не менее двух литров крови) довершило дело. Подводя итог, Раппопорт отметил: «Надеюсь, я предоставил сильное подспорье тем, кто убеждён в том, что Моцарта не отравили, не убили, не лишили жизни насильственным способом». Когда позднее Марио Корти, работая над циклом передач «Моцарт и Сальери» на Радио «Свобода», хотел взять интервью у Раппопорта, тот отказался, заявив, что у него неприятности в связи с высказанной им гипотезой.

#### Смерть от последствий черепно-мозговых травм
Согласно сообщению Neue Zeitschrift für Musik, могильщик, хоронивший Моцарта, отметил место его погребения и через десять лет, во время перекопки общей могилы, забрал его череп себе.
В 1842 году этот череп был подарен художнику-гравёру Якобу Гиртлю. Владение подобными реликвиями было обыкновенным делом для той эпохи. Брат Якоба, профессор анатомии Йозеф Гиртль, занялся изучением черепа и пришёл к выводу, что это действительно череп Моцарта. Часть костей в процессе исследования была отделена и впоследствии утеряна. В 1901 году выводы профессора Гиртля опровергли учёные Зальцбурга.
Только в начале 1990-х годов черепом, до того времени хранившимся в запасниках зальцбургского Моцартеума, заинтересовался палеонтолог Готфрид Тихи. Результаты изучения черепа с использованием уже современных методов криминалистики он опубликовал в The Economist. Как считает Тихи, череп мог принадлежать Моцарту: округлая форма мужского черепа типична для жителей Южной Германии. Его обладатель был физически слаб, обладал крупной головой (как и Моцарт), по состоянию зубов возраст умершего — 30—35 лет. Строение лицевых костей совпадало с изображениями композитора, созданными при его жизни.
Неожиданностью стало обнаружение Тихи очень тонкой трещины длиной 7,2 см, проходящей от левого виска к темени. Она была результатом прижизненной травмы и к тому времени, когда Моцарт умер, успела почти зарасти, лишь в нижней части остались следы кровотечения. Известно, что композитор в последний год жизни страдал от головокружений и головной боли, что, по мнению Тихи, было следствием черепно-мозговой травмы, полученной при ударе либо падении. По гипотезе Тихи, Моцарт умер от гематомы и развившейся позднее инфекции.

### Отравление
Впервые предположение об отравлении возникло вскоре после смерти Моцарта. 12 декабря 1791 года корреспондент берлинской газеты Musikalisches Wochenblatt Георг Сиверс из Праги писал: 

«Моцарт мёртв. Он возвратился из Праги, чувствуя себя больным, и его состояние неуклонно ухудшалось. Полагали, что у него была водянка. Он умер в Вене в конце прошлой недели. Поскольку его тело опухло после смерти, некоторые даже полагали, что он был отравлен».

В 1798 году в своей биографии Моцарта Нимечек поместил рассказ Констанции о разговоре с мужем в Пратере и словах Моцарта об отравлении. Трудно сказать, действительно ли состоялся этот разговор, о котором известно только от Констанции, но даже, если всё было так, как сказала она, доказательством отравления это служить не может. Позднее в биографии Моцарта, написанной вторым мужем Констанции, Георгом Ниссеном (опубликована в 1828 году), помещены обширные сведения о ядах и в то же время отрицается, что композитор был отравлен.

#### Сальери

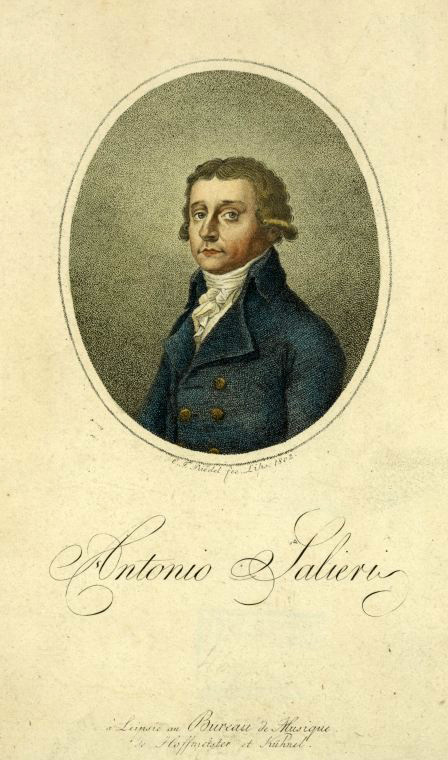
К. Ридель. Антонио Сальери в 1785 году. Раскрашенная литография. 1802

Почти тридцать лет спустя после смерти Моцарта версия об отравлении дополняется именем отравителя — Сальери. К тому времени некогда блестящий композитор, известный не только всей Австрии, но и в Европе, страдая психическим расстройством, доживал свои дни в госпитале. Слухи о том, что он убил Моцарта были, видимо, известны и Сальери. Ученик последнего, Игнац Мошелес, в октябре 1823 года посетил его. Рассказ об этом визите вдова Мошелеса включила в его биографию:

«Это была печальная встреча. Он выглядел призраком и говорил незаконченными фразами о своей быстро приближающейся смерти. В конце он сказал: „Хотя я смертельно болен, я хочу заверить Вас честным словом, что нет совершенно никаких оснований для этих абсурдных слухов. Вы знаете, о чём я: Моцарт, что я якобы отравил его. Но нет. Это — злобная клевета, одна только злобная клевета. Скажите миру, дорогой Мошелес, что старый Сальери на краю смерти сам Вам это сказал“».

Две публикации «Всеобщей музыкальной газеты», издававшейся в Лейпциге, видимо, дали новую пищу слухам. В номере от 26 мая 1825 года появилось сообщение:

«Наш достопочтенный Сальери по популярному выражению никак не умрёт. Его тело страдает всеми немощами старости, и разум покинул его. В своих болезненных фантазиях он утверждает, что частично ответственен за смерть Моцарта — безумие, в которое, разумеется, никто, кроме несчастного, потерявшего разум старика, не верит».

В некрологе Сальери, написанном Фридрихом Рохлицем и опубликованном лейпцигской «Всеобщей музыкальной газетой» от 27 июня 1825 года, рассказывалось о последних днях жизни покойного:

«…его мысли становились всё более путаными; он всё более погружался в свои мрачные сны наяву, до такой степени, что однажды в забытье, оставшись один, ранил самого себя почти до смерти. В другие моменты он обвинял себя в таких преступлениях, которые не пришли бы в голову и его врагам».

Однако Рохлиц не упоминает в связи с признаниями в «преступлениях», якобы сделанных Сальери, имени Моцарта.
Записи о признаниях Сальери, будто бы сделанных им, и его попытках совершить самоубийство сохранились в «разговорных тетрадях» Бетховена — потеряв слух, он общался с собеседниками при помощи записей в этих тетрадях. Так, публицист Иоганн Шикх пишет о том, что Сальери «перерезал себе горло» (запись между 23 и 25 ноября 1823, тетрадь № 95), а позднее выражает уверенность в том, что Сальери, признавшийся в убийстве Моцарта, говорил правду. Племянник Бетховена, Карл, в тетради № 125 пишет о признании Сальери и об упорных слухах об убийстве. Секретарь Бетховена Антон Шиндлер сообщает о плохом состоянии старого композитора, его признаниях и о том, что он желает рассказать правду на исповеди, и далее добавляет: «…нет доказательств, есть только мнение Гильпарцера…». Все трое, в силу своего возраста, не знали Моцарта лично, не назвали никого, кто бы видел Сальери раненым, не привели ни одного доказательства. Известно также, что Шиндлер после смерти Бетховена дополнил «разговорные тетради» записями, сочинёнными им самим. Однако сообщения о слухах, касающихся Сальери, Шиндлер не подвергал позднейшим искажениям. Немецкий музыковед Фолькмар Браунберенс в своей работе «Mozart in Vienna» доказывает, что Бетховен не верил слухам, порочащим его учителя. Об этом же говорит и Борис Штейнпресс, указывая на общий тон записей, доказывающий лишь, что «собеседники хотели заставить его переменить точку зрения». О неверии Бетховена в легенду об отравлении пишут также А. У. Тейер, а позднее и Я. Гжыбовский и К. Х. Кёлер.
В мае 1824 года поэт Калисто Басси, итальянец, в венском концертном зале, где проходило исполнение Девятой симфонии Бетховена, раздавал листовки. В оду, прославляющую Бетховена, Басси вставил строфы, посвящённые Моцарту, и стишок о некоем не названном по имени старце, о «бледной немочи… на стороне того, кто держит в руке кубок с ядом», о «зависти, ревности и черном злодеянии». В стишке усмотрели выходку против Сальери, однако Басси, вызванный для объяснений к директору Придворной капеллы, утверждал, что не имел намерения задеть композитора. Тем не менее ему дали отповедь в прессе. Единственный экземпляр этой листовки, хранившийся в венском Дворце правосудия, погиб во время пожара 1927 года. Неизвестно, снимал ли до 1927 года кто-либо с неё копию.
С опровержением слухов ещё в 1824 году в миланском журнале выступил Джузеппе Карпани. В своей статье «Письмо г. Дж. Карпани в защиту маэстро Сальери, ложно обвинённого в отравлении маэстро Моцарта» он превознёс человеческие качества Сальери, утверждал, что он и Моцарт уважали друг друга. К статье Карпани было приложено свидетельство доктора фон Лобеса, получившего сведения о болезни и смерти Моцарта непосредственно от врачей, лечивших его.
До настоящего момента нет никаких сведений о том, что Сальери делал какие-нибудь признания. В свидетельстве от 5 июня 1824 года, подтверждённом доктором Рериком, лечащим врачом Сальери, санитары, находившиеся неотлучно при старом композиторе с момента начала его болезни, утверждают, что никогда не слышали от него таких признаний.
В случае же, если Моцарту была дана однократно смертельная доза, то Сальери сделать этого никак не мог: последний раз он виделся с Моцартом в конце лета 1791 года, и, как отмечал Ефрем Лихтенштейн: «…не известны такие химические вещества, скрытый период действия которых на организм длился бы такое длительное время после однократного приема массивной (смертельной) дозы».
Если же допустить, что Моцарт получал довольно длительное время яд небольшими порциями, то давать его композитору могли только те, кто постоянно находился с ним рядом.
Легенда об убийстве Моцарта его коллегой Сальери легла в основу маленькой трагедии Пушкина «Моцарт и Сальери» (1831). У Пушкина Сальери — безусловный талант, достигший славы упорным трудом, — не может перенести того, как легко всё достаётся гениальному сопернику, и решается на преступление. Первоначально маленькую трагедию Пушкин намеревался назвать «Зависть». При жизни Пушкина пьеса дважды ставилась в бенефисы актёров, но успеха не имела. П. А. Катенин, отмечая как неудачу «сухость действия», находил в этом произведении Пушкина «важнейший порок»:

«…есть ли верное доказательство, что Сальери из зависти отравил Моцарта? Коли есть, следовало выставить его напоказ в коротком предисловии или примечании уголовной прозою; если же нет, позволительно ли так чернить перед потомством память художника, даже посредственного?»

Пушкин изображает людей XVIII века, используя представления современной ему эпохи. Он создаёт характерного для романтизма героя-гения, одинокого, непонятого, которому противостоит враг. Но и Моцарт, и Сальери Пушкина далеки от реально существовавших Моцарта и Сальери. Тем не менее в Советском Союзе, а позднее — в России, где авторитет Пушкина был непререкаем, художественный вымысел оказался сильнее жизненных фактов (С. Фомичёв). По мнению музыковедов, именно произведение Пушкина способствовало распространению легенды об отравлении.
В 1898 году на основе трагедии Пушкина было написано либретто одноимённой оперы Римского-Корсакова. В своей книге «Моцарт и Сальери, трагедия Пушкина, драматические сцены Римского-Корсакова», посвящённой произведениям Пушкина и Римского-Корсакова, Игорь Бэлза сообщал о записи предсмертной исповеди Сальери, признавшегося в отравлении Моцарта и даже когда и где «подсыпал ему яд». Запись якобы сделал его духовник. По словам Бэлзы, в 1928 году её нашёл и скопировал в венском архиве Гвидо Адлер и рассказывал о ней побывавшему в то время в Вене Борису Асафьеву. Однако ни в венских архивах, ни в архиве самого Адлера такого документа не было обнаружено. «Osterreichische Musikzeitschrift» в ноябре 1964 года по этому поводу писал: «А ведь даже в самой Вене никогда и никому не было известно о том, что, оказывается, существует письменная исповедь Сальери, где он признаётся в преступлении!» Не было и в бумагах Асафьева каких-либо сообщений об исповеди Сальери. Как отмечает Корти, Игорь Бэлза, сообщая об этой записи, ссылался исключительно на умерших к тому времени Адлера и Асафьева.
Тему противостояния двух композиторов разрабатывали Густав Николаи в новелле «Враг музыки» (1825), также положив в основу легенду об отравлении; Франц Фарг в романе «Сальери и Моцарт» (1937) и Дэвид Вэйс в романе «Убийство Моцарта».
В своей пьесе «Амадей» (1979), как и в снятом по ней в 1984 году одноимённому фильму Милоша Формана, Питер Шеффер также обыгрывает мотив зависти Сальери к Моцарту, но уже без ставшей к тому моменту неактуальной версии отравления — последним шансом на славу для Сальери становится признание в убийстве Моцарта, которого он на самом деле не совершал.
В 1997 году Миланская консерватория инициировала исторический судебный процесс, на котором было рассмотрено обвинение Сальери в отравлении Моцарта. В заседании участвовали специалисты в области криминалистики, историки, музыковеды. Свидетелем со стороны обвинения был врач Джерардо Казалья, защиты — председатель Моцартовского общества в Зальцбурге Рудольф Ангермюллер. Судья апелляционного суда Милана Виченцо Салафия вынес вердикт в отношении Сальери — «невиновен».

#### Масоны
Версия об отравлении Моцарта масонами впервые была высказана Даумером в серии рассказов о смерти Моцарта. В либретто последней оперы Моцарта «Волшебная флейта» использована символика «братства вольных каменщиков» (композитор и его отец были членами масонской ложи «Благоверность» с 1784 года) и изображается противостояние христианства и масонства. Но Моцарт не был уверен в истинности масонского пути. Композитор решил создать своё масонское общество — «Пещеру» — и поделился этими планами с музыкантом Антоном Штадлером. Штадлер будто бы поставил в известность масонов, которые дали ему задание отравить Моцарта. Сторонники версии обвиняют масонов Ван Свитена и Пухберга в организации «поспешных похорон», приписывают им инициативу захоронения композитора в общей могиле якобы для того, чтобы скрыть следы преступления.
Новое развитие гипотеза получила в 1910 году в книге Mehr Licht Германа Альвардта, который утверждал, что за масонами, убившими Моцарта, стояли евреи. В 1926 году Эрих и Матильда Людендорфы повторили эту версию. В 1936 году Матильда Людендорф в работе Mozarts Leben und Gewaltsamer Tod утверждала, что убийство немецкого композитора Моцарта было организовано «иудео-христианами» (или «иудео-римлянами»), а также «жидомасонами», иезуитами и якобинцами. Моцарт стал масоном под нажимом отца и подвергался преследованиям со стороны князя-архиепископа Зальцбурга Иеронима фон Коллоредо (тоже масона), потому что отказывался сочинять «итальянскую космополитическую музыку». Своё место в книге Людендорф нашли также история со Штадлером и план создания «Пещеры».
Масоны отравили Моцарта и по мнению докторов медицины Йоханнеса Дальхова, Гюнтера Дуды и Дитера Кернера. Раскрыв в «Волшебной флейте» секреты ордена, Моцарт обрёк себя на смерть. Масоны якобы совершили жертвоприношение в честь освящения своего нового храма. Знаменитый «Реквием» Моцарту был заказан именно масонами, так они дали знать композитору, что он избран жертвой.
Абсурдность этой версии состоит в том, что содержание «Волшебной флейты» скорее преподносило идеи масонства, перекликающиеся с идеалами вольтерианства и Великой французской революции, в самом выгодном свете. Подтверждением того, что венские масоны были в восторге от новой оперы Моцарта, является заказ «Масонской кантаты», по сути ставшей его последним завершённым сочинением. В конце концов, автор либретто Эмануэль Шиканедер, также масон, остался жив, что опровергает версию о причастности масонов к отравлению Моцарта.

#### Версия Кернера, Дальхова, Дуды
Кернер, Дальхов и Дуда утверждают, что композитор умер от хронического отравления сулемой. Авторы «W. A. Mozart. Die Dokumentation seines Todes» считают, что с лета 1791 года Моцарт регулярно получал малые дозы соединений ртути, а 18 ноября — последнюю, роковую порцию яда. Следствием отравления были отёки лица, рук и ног, появившиеся через два дня.
Однако отравление сулемой сопровождается характерными внешними признаками, в том числе возникновением симптомов сулемовой почки и явлениями почечной недостаточности. Во время последней болезни Моцарта подобная клиническая картина, как отмечает Исаак Трахтенберг, у него не прослеживалась. При хроническом же отравлении у больного должны были наблюдаться признаки ртутного эретизма и мелкое дрожание рук, которое проявилось бы через изменение почерка. Тем не менее рукопись партитур последних произведений — «Волшебной флейты» и «Реквиема» — не содержит признаков «ртутного тремора». Профессор Института истории медицины (Кёльн) Вильгельм Катнер в докладе «Решена ли загадка смерти Моцарта?», сделанном им в сентябре 1967 года на собрании Немецкого общества истории медицины, естествознания и техники, отмечал, что симптомы, наблюдавшиеся у Моцарта, не подтверждают хронического отравления сулемой. К такому же выводу пришли в своё время дерматолог Алоис Грайтер (Гейдельберг) и токсиколог Йозеф Сайнер (Брно). Позднее, в 1970 году, Катнер указывал, что свидетельства дрожания рук Моцарта так и не были обнаружены, что в дискуссии признал и сам Кёрнер, но обещал представить доказательства.

#### Констанция Моцарт и Зюсмайер
Существует предположение, что Моцарт был отравлен Францем Ксавером Зюсмайером и своей женой Констанцией, которые были любовниками. В 1791 году Констанция родила мальчика, также названного Францем Ксавером. По слухам, это был сын не Моцарта, а его ученика Зюсмайера.
Через много лет, в 1828 году, чтобы положить конец сплетням, Констанция в биографии Моцарта, написанной Ниссеном, поместила анатомический рисунок левого уха своего первого мужа. Композитор имел его врождённый дефект, который из всех детей унаследовал только Франц Ксавер. Это обстоятельство сыграло роль в появлении ещё одного предположения о причинах смерти Моцарта, на этот раз естественных, сделанного американским патологом Артуром Раппопортом.

#### Отравление при лечении
Согласно ещё одной версии, Моцарт якобы страдал от сифилиса, и отравился ртутью во время лечения. Вариант этой гипотезы — композитора лечил Готфрид ван Свитен, отец которого, лейб-медик Герард ван Свитен разработал широко применявшийся в те годы метод лечения ртутью.

### Убийство из ревности
Через день после смерти Моцарта венский делопроизводитель верховного суда и масон Франц Хофдемель изувечил свою беременную жену Марию Магдалину бритвой и покончил с собой. Моцарт учил Магдалину Хофдемель игре на фортепиано и, видимо, вступил с нею в связь. Он посвятил своей ученице последний концерт для фортепиано и оркестра. Биографы XIX века замалчивали этот эпизод. Довольно долго в Вене сохранялось поверие, что Хофдемель избил Моцарта палкой, и тот умер от инсульта. По другой версии, масоны использовали Хофдемеля, чтобы устранить Моцарта с помощью яда. Известно, что о смерти делопроизводителя было сообщено только 10 декабря, чтобы эта трагедия никак не связывалась с кончиной Моцарта. Магдалина Хофдемель (нем. Maria Magdalena Hofdemel) выжила и родила впоследствии мальчика, которого многие считали сыном Моцарта.

## Комментарии
1. ↑  Как указывает Карл Бер, специально изучавший регламент похорон, принятый в Австрии в конце XVIII века, учитывая то обстоятельство, что перевозка покойников проходила в тёмное время суток, никаких траурных процессий не проводилось.
2. ↑  Право на отдельную могилу имели лишь самые богатые и знатные умершие.
3. ↑  Январь 1762 года — первое концертное турне Вольфганга.
4. ↑  Мальчик заболел сразу после второго выступления в Шёнбрунне в октябре 1762 года.
5. ↑  Он наиболее полно изучил вопрос болезни, лечения и смерти Моцарта, результаты своих исследований Бер обобщил в книге «Mozart: Krankheit, Tod, Begräbnis». Основываясь на свидетельствах очевидцев и врачей, истории болезни и заключении о причинах смерти, Бер считает, что Моцарт умер от ревматической лихорадки, которая, вероятно, была осложнена острой сердечной недостаточностью.
6. ↑  Цитируется по Корти.
7. ↑  Аутентичность именно этих записей подтвердил в письме от 23 декабря 1977 года Борису Штейнпрессу редактор издания «Разговорных тетрадей» Карл-Хайнц Кёлер.
8. ↑  Свидетельство опубликовано в  // Harmonicon. — 46. Oct. 1826. — S. 189—190.
9. ↑  Цит. по: Трахтенберг И. Загадка болезни и смерти Моцарта // Зеркало недели : еженедельная газета. — Киев., 2001. — № 30 [354] 11—15 августа. Архивировано 12 ноября 2014 года.
10. ↑  Как сообщает Корти, Кернер в своё время был членом кружка Матильды Людендорф. Гунтер Дуда в «Моцартовском ежегоднике 1964» охарактеризован как «одержимый „Людендорф-комплексом“» и «фанатик из людендорфовского круга».